# Rinaldo Corso
Rinaldo Corso (falecido em 1582) foi um prelado católico romano que serviu como bispo de Strongoli (1579–1582).

## Biografia
A 3 de agosto de 1579, Rinaldo Corso foi nomeado pelo Papa Gregório XIII Bispo de Strongoli. Serviu como Bispo de Strongoli até à sua morte em 1582.